# 卡斯帕 (加利福尼亚州)
卡斯帕是美国的一个普查规定居民点，位于加利福尼亚州的门多西诺县。西邻太平洋，北距门多西诺约4英里（6.4）。

## 历史

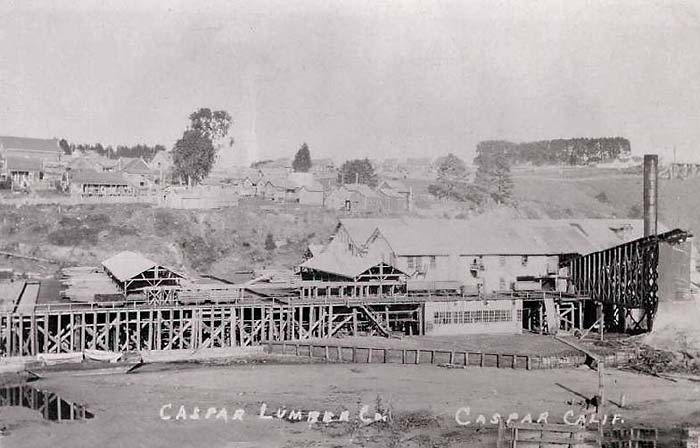
19世纪某时期的卡斯帕工厂

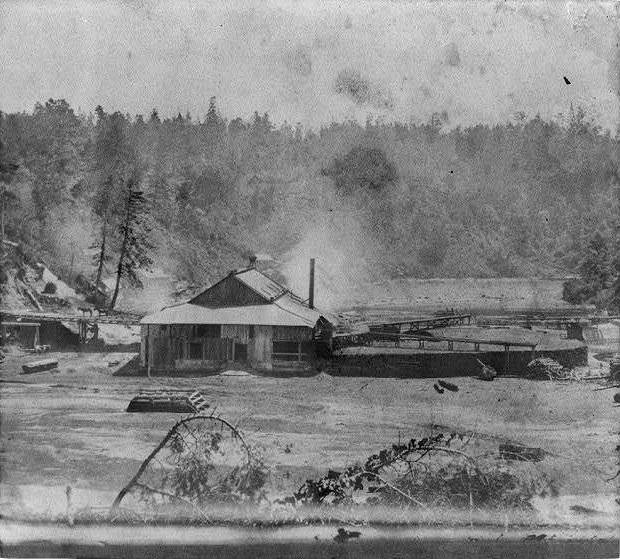
1866年的卡斯帕工厂

齐格弗里德·卡斯帕最早于1857年在此定居，后将此地出售给了卡斯帕木材公司的创建者雅各布·格林·杰克逊，后者于1864年至1955年逐步将该地区修缮为小镇。

## 地理
据美国人口调查局数据显示，卡斯帕总面积为3.0平方英里（7.8平方），不含水域面积。